# Епістильбіт
Епістильбіт є відносно поширеним мінералом із класу мінералів «силікати та германати». За структурою належить до групи цеолітів у складі каркасних силікатів. Епістильбіт кристалізується в триклінній кристалічній системі з ідеалізованим хімічним складом Ca3[Si18Al6O48]·16H2O і тому хімічно є водним алюмосилікатом кальцію.

## Загальний опис
Епістильбіт утворює призматично-стовпчасті кристали, часто витягнуті вздовж осі с [001], з ромбічним поперечним перерізом до максимального розміру 3 см, де завжди домінує призма {110}. Майже всі кристали епістильбіту є двійниками відповідно до (100) і тому мають псевдоромбічний вигляд. Повторне двойникування згідно (110) і (100) призводить до циклічних або «V-подібних» близнюків. Верхні поверхні кристалів часто матові, шорсткі або «матові». Епістилбіт зустрічається також у вигляді радіальних, листчастих і рідше зернистих агрегатів.
Типовим місцем епістильбіту є район Брейдалур–Беруфьордур у муніципалітеті Джупавогшреппур, Аустурланд, Ісландія, і тут, ймовірно, гора «Тейгархорн» у Беруфьорді (♁координати Тейгархорн у Беруфьорді).